# Helix pomatia
Helix pomatia Linnaeus, 1758 è un mollusco gasteropode terrestre della famiglia Helicidae, chiamato comunemente "chiocciola", "chiocciola borgognona", e "lumaca".

## Biologia

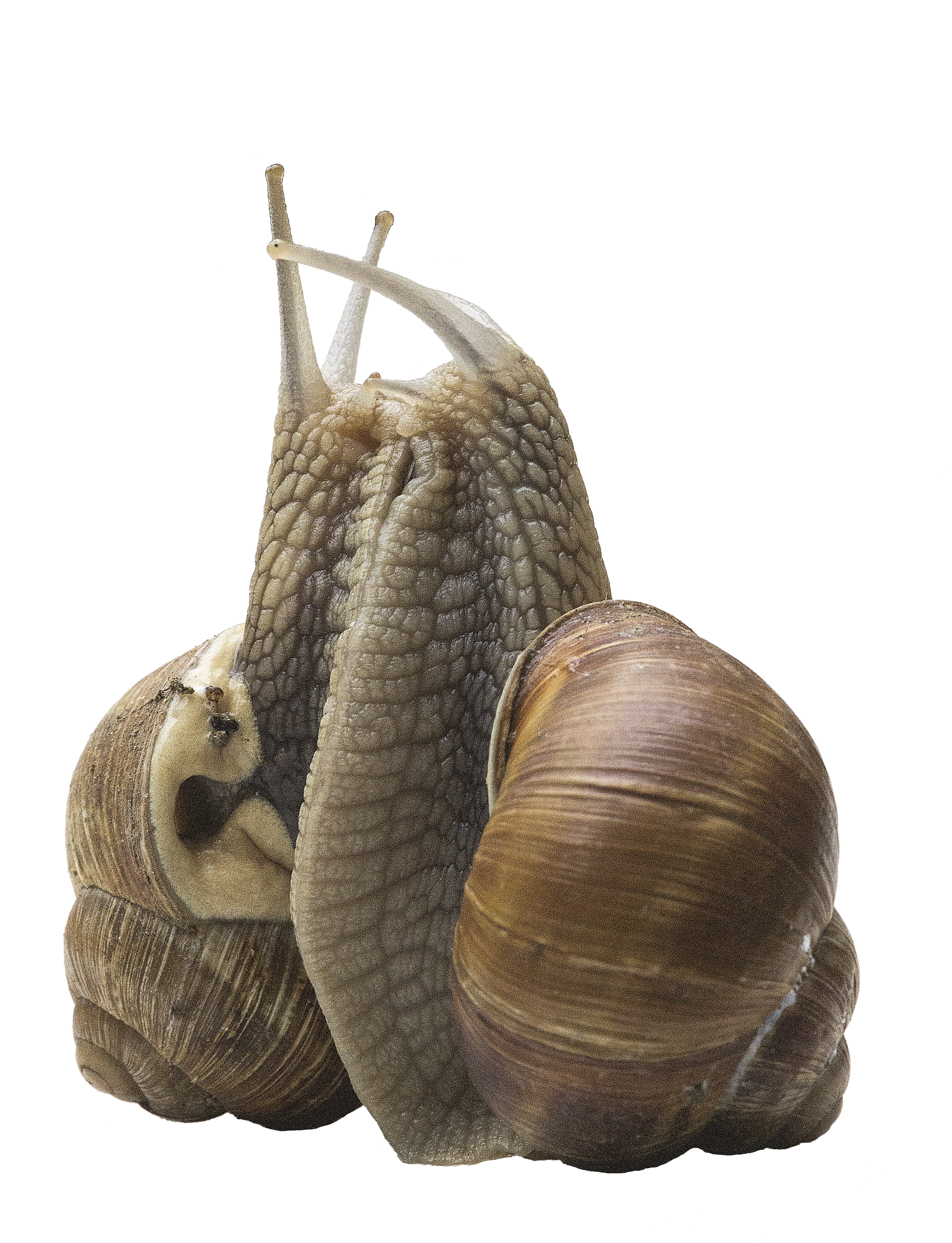
Helix pomatia

In estate depone circa 100 uova dal diametro medio di 5 mm e, come di sua abitudine, lo fa molto lentamente.
Va in letargo nei primi giorni dell'autunno e ne riesce in primavera. Durante questo lungo periodo si ritira e chiude la conchiglia con un tappo calcareo.
Il sistema visivo delle chiocciole dell'ordine Stylommatophora, a cui Helix pomatia appartiene, consiste in due occhi con lenti fisse posti sui tentacoli, quindi una chiocciola può migliorare la messa a fuoco dell'immagine solo muovendo i tentacoli.
Helix pomatia inoltre aiuta a tenere sotto controllo l'eccesso di lumache senza guscio poiché ne mangia le uova.

## Usi
Della Helix pomatia si utilizza la bava in preparati cosmetici o pomate lenitive.
La bava contiene una sostanza con proprietà antibatteriche, l'elicina. Lo sciroppo contenente bava di lumaca è stato usato in passato anche come antitussivo.